# Friedrich Wilhelm von Kleist (Diplomat)
Friedrich Wilhelm Graf von Kleist (* 15. Juli 1851 in Dubbertech, Kreis Fürstenthum; † 19. April 1936 in Wendisch Tychow, Landkreis Schlawe i. Pom.) war ein deutscher Diplomat.

## Familie
Friedrich Wilhelm Graf von Kleist, ältester Sohn von Ewald Heinrich Erdmann Bogislaff Graf von Kleist (1821–1892) und dessen Ehefrau Anna von Kleist (1826–1892).
Am 22. Oktober 1879 heiratete er in Schön-Briese Leonie Gräfin von Kospoth (* 12. September 1851 in Schön-Briese, Kreis Oels; † 27. Februar 1927 in Wendisch Tychow), Tochter des Majoratsherrn August Graf Kospoth und der Charlotte, geb. v. Necker. Das Paar hatte folgende Kinder:
- Graf Ewald von Kleist (1882–1953). Er war bis 1945 der letzte Herr auf Wendisch-Tychow und hatte auf seinem Besitz zeitweise Dietrich Bonhoeffer aufgenommen.
- Sigurd (* 1885)
- Gunnar (* 1886)

⚭ 1919 Amata Baronesse von Schilling (* 1899), gesch.
⚭ 1929 Carmen von der Meden (* 1904)
- Diether von Kleist (1890–1971). Er war Offizier und arbeitete als Prähistoriker über den Kreis Schlawe.

## Leben
Er studierte Jura an der Universität Göttingen und promovierte dort. In seiner Göttinger Studienzeit wurde er Mitglied des Corps Saxonia Göttingen. Er wählte die diplomatische Laufbahn, war Attaché im auswärtigen Amt, 1877 in Rom, 1878 Generalkonsul in Bukarest.
Im Herbst 1879 war er als Legationsrat an die Gesandtschaft nach Lissabon versetzt worden. Nach weiteren diplomatischen Stellungen, die ihn an die Gesandtschaft in Stockholm und die preußische Gesandtschaft in Stuttgart führten, erhielt Friedrich Wilhelm, der nach dem Tode seines Vaters mit dem Besitz von Wendisch Tychow den Grafentitel geerbt hatte, die Ernennung zum Ministerresidenten in Caracas in Venezuela. In die Zeit seiner dortigen Tätigkeit fällt die Gründung der ersten evangelischen Gemeinde Venezuelas im Januar 1893 und der deutschen Schule in Caracas 1894. 1894 erhielt er seinen Abschied aus dem diplomatischen Dienst, um den väterlichen Besitz zu übernehmen. Seinem großen Interesse für antike Möbel verdankte das Tychower Herrenhaus, das er in den Jahren 1895/97 durch einen Anbau erweiterte, eine wertvolle Ausstattung mit antiken Möbeln aus Portugal, Schweden und Süddeutschland. Sie wurde 1945 völlig vernichtet. 1906 erbte Friedrich Wilhelm die Güter Kolochau und Pölzen, Provinz Sachsen.